# L'Esclave reine
Pour plus de détails, voir Fiche technique et Distribution.
L'Esclave reine (titre d'origine : Die Sklavenkönigin) est un film autrichien réalisé par Mihaly Kertész (qui sera plus tard connu sous le nom de Michael Curtiz), sorti en 1924. Ce film est l'adaptation au cinéma du roman Moon of Israel écrit par Henry Rider Haggard, lui-même inspiré par l'Exode hors d'Égypte.

## Synopsis

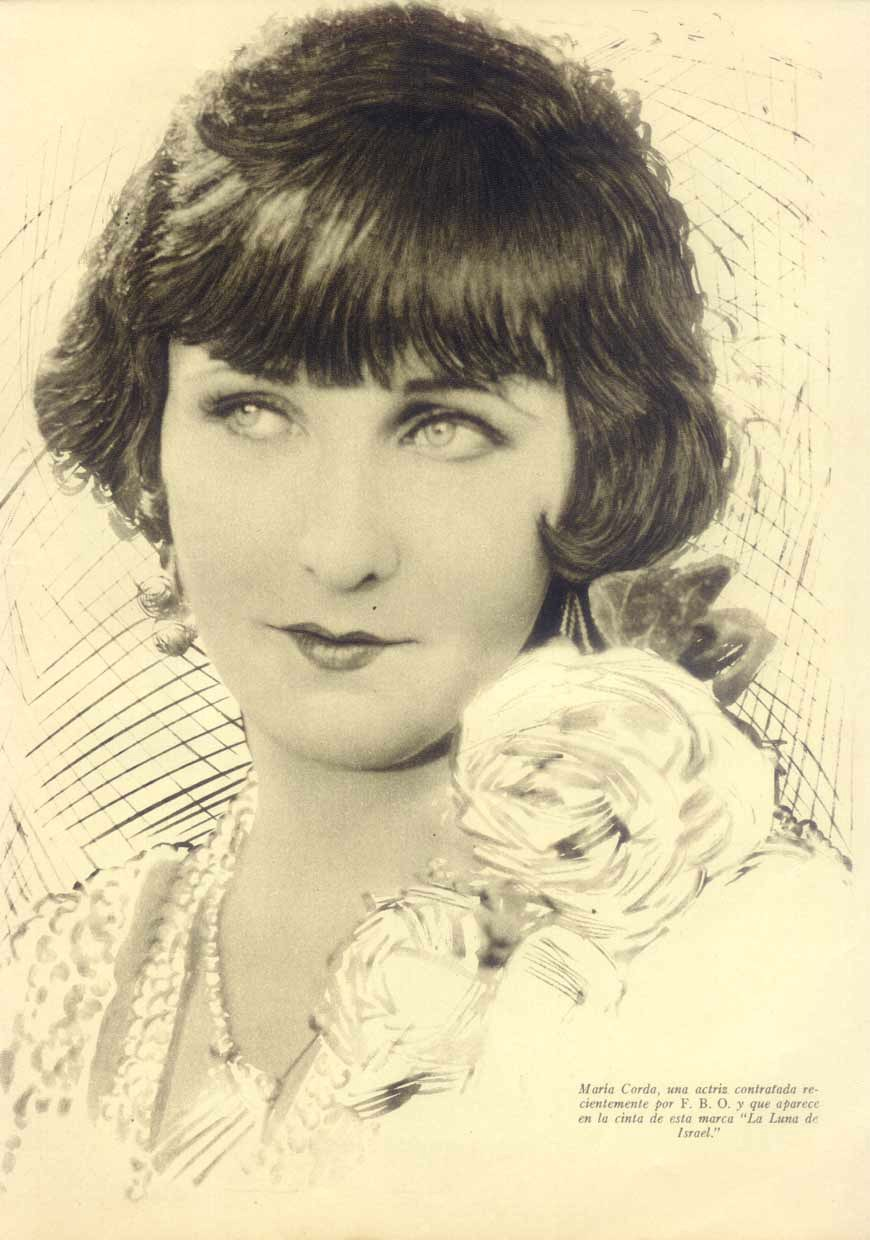
María Corda dans une publicité pour L'Esclave reine (1924) dans un magazine argentin.

En 1230 av. J.-C., les Juifs sont esclaves en Égypte. Une jeune esclave juive, Merapi, tombe amoureuse du Prince Seti, fils du pharaon Mérenptah. Cette liaison inappropriée socialement mène à de nombreux problèmes, et, à la fin, Moïse fait traverser à son peuple la Mer Rouge pour les mener vers la liberté.

## Fiche technique
- Titre : Die Sklavenkönigin
- Titre anglais : Moon of Israel
- Réalisation : Michael Curtiz
- Scénario : Ladislaus Vajda d'après le roman de H. Rider Haggard
- Directeurs de la photographie : Max Nekut, Gustav Ucicky
- Décorateurs : Artur Berger, Arnold Pressburger, Emil Stepanek
- Montage : Karl Hartl
- Costumes : Remigius Geyling
- Assistant réalisateur : Arthur Gottlein
- Cadreurs : Nicolas Farkas, Hans Theyer
- Pays d'origine :  Autriche
- Lieu de tournage : studios de Sascha-Film, Vienne
- Sociétés de production : Sascha-Film
- Producteurs : Alexander Kolowrat, Arnold Pressburger
- Longueur : 3 200 mètres
- Format : Noir et blanc - 1,33:1 - Muet
- Dates de sortie :
  -  Autriche : 24 octobre 1924
  -  États-Unis : 28 juin 1927

## Distribution
- María Corda : Merapi, The Moon of Israel
- Adelqui Migliar : Prince Seti
- Arlette Marchal : Userti
- Ferdinand Bonn : Poet Ana
- Oscar Beregi, Sr. : Amenmeses
- Adolf Weisse :
- Hans Marr :
- Reinhold Häussermann :
- Georges Haryton :
- Emil Heise :
- Boris Baranoff
- Hans Thimig

## Autour du film
- C'est ce film qui incita Jack Warner à inviter Mihaly Kertész à Hollywood, où il devint Michael Curtiz et fit carrière à la Warner Bros.

### Sources de la traduction
- (en) Cet article est partiellement ou en totalité issu de l’article de Wikipédia en anglais intitulé « The Moon of Israel » (voir la liste des auteurs).